# Meilleure handballeuse de l'année URBH
 (mai 2014).
La meilleure handballeuse de l'année URBH est désignée chaque année par l'Union royale belge de handball (URBH).
Isabelle Hellings ancienne joueuse du Sporting, puis du Fémina Visé est considérée comme la meilleure joueuse du championnat belge de tous les temps[réf. nécessaire].

## Palmarès
| Année | Vainqueur           | Nationalité   | Club                |
| ----- | ------------------- | ------------- | ------------------- |
| 1992  | Marleen Schouterden | Belgique      | Initia HC Hasselt   |
| 1993  | Marleen Schouterden | Belgique      | Initia HC Hasselt   |
| 1994  | Ann Vanrusselt      | Belgique      | Initia HC Hasselt   |
| 1995  | Ann De Greef        | Belgique      | Initia HC Hasselt   |
| 1996  | Ann De Greef        | Belgique      | Initia HC Hasselt   |
| 1997  | Véronique Bella     | R.D. du Congo | Fémina Visé         |
| 1998  | Julie Rasson        | Belgique      | Fémina Visé         |
| 1999  | Isabelle Hellings   | Belgique      | Sporting Neerpelt   |
| 2000  | Isabelle Hellings   | Belgique      | Sporting Neerpelt   |
| 2001  | Irina Pusic         | Pays-Bas      | Fémina Visé         |
| 2002  | Stefanie Vanwingh   | Belgique      | DHC Meeuwen         |
| 2003  | Stefanie Vanwingh   | Belgique      | DHC Meeuwen         |
| 2004  | Isabelle Hellings   | Belgique      | Fémina Visé         |
| 2005  | Veronique Bormans   | Belgique      | Fémina Visé         |
| 2006  | Martine Bijl        | Belgique      | KV Sasja HC Hoboken |
| 2007  | Evy Machiels        | Belgique      | Fémina Visé         |
| 2008  | Evy Machiels        | Belgique      | Fémina Visé         |
| 2009  | Svane Goossens      | Belgique      | DHW Antwerpen       |
| 2010  | Sarina Leenen       | Belgique      | HB Sint-Truiden     |
| 2011  | Svane Goossens      | Belgique      | Initia HC Hasselt   |
| 2012  | Kristien Leonaers   | Belgique      | HC Rhino            |
| 2013  | Judith Franssen     | Pays-Bas      | Fémina Visé         |
| 2014  | Annelies Penders    | Belgique      | Fémina Visé         |

## Bilan par joueur
| Vainqueur           | Titre |
| ------------------- | ----- |
| Isabelle Hellings   | 3     |
| Marleen Schouterden | 2     |
| Ann De Greef        | 2     |
| Stefanie Vanwingh   | 2     |
| Evy Machiels        | 2     |
| Svane Goossens      | 2     |
| Ann Vanrusselt      | 1     |
| Véronique Bella     | 1     |
| Julie Rasson        | 1     |
| Irina Pusic         | 1     |
| Veronique Bormans   | 1     |
| Martine Bijl        | 1     |
| Sarina Leenen       | 1     |
| Kristien Leonaers   | 1     |
| Judith Franssen     | 1     |
| Annelies Penders    | 1     |

## Bilan par club
| Vainqueur                | Titre |
| ------------------------ | ----- |
| Fémina Visé              | 9     |
| Initia HC Hasselt        | 6     |
| DHC Meeuwen              | 2     |
| KV Sasja HC Hoboken      | 1     |
| HC Rhino                 | 1     |
| Sporting Neerpelt-Lommel | 2     |
| DHW Antwerpen            | 1     |
| HB Sint-Truiden          | 1     |

## Bilan par pays
| Vainqueur     | Titre |
| ------------- | ----- |
| Belgique      | 19    |
| Pays-Bas      | 2     |
| R.D. du Congo | 1     |